# Geirmund el Ruidoso
Geirmund el Ruidoso (m. 978) fue un vikingo de Hordaland, Noruega. Es un personaje de la saga de Laxdœla, donde se le menciona como taciturno y brusco en el trato con la gente. Alrededor del año 975, hospedó a Ólafur pái Höskuldsson durante la segunda expedición de este último a Noruega. A su regreso a Islandia Olaf fue acompañado de Geirmund que se enamoró de Þuríður Ólafsdóttir (n. 973), hija de Olaf. El padre en un principio se opuso, pero Geirmund sobornó a Þorgerður Egilsdóttir (n. 931), esposa de Olaf, para conseguir la aceptación del patriarca. El matrimonio no fue feliz y tras tres años Geirmund decidió abandonar Islandia sin dejar dinero ni recursos para su familia, esposa y una hija de un año, Gróa. Þuríður enojada, abordó su nave antes de partir, robó su famosa espada bautizada como «mordedora de piernas» y dejó a la hija de ambos en el barco. Geirmund maldijo la espada y antes de llegar a Noruega naufragaron, ahogándose todos los que viajaban en la nave.
La espada fue usada posteriormente por Bolli Þorleiksson para matar a su primo Kjartan Ólafsson.